# Ginoria glabra
Ginoria glabra là một loài thực vật có hoa trong họ Lythraceae. Loài này được Griseb. mô tả khoa học đầu tiên năm 1866.